# اورژل
اورژل (تلفظ کاتالان: [urˈʒeʎ], محلی: [uɾˈdʒeʎ]) یک منطقهٔ مسکونی در اسپانیا است که در پوننت واقع شده‌است.
این منطقه در مالکیت کشور آندورا نیز قرار دارد و خوان انریک بیبس سیسیلیا، پادشاه انتخابی این کشور در این منطقه ساکن است. اورژل ۵۷۹٫۶ کیلومتر مربع مساحت و ۳۶٬۵۲۶ نفر جمعیت دارد.